# Гузь, Самуил Юрьевич
Самуил Юрьевич Гузь (1905—1969) — крупный советский инженер-металлург, «отец советского титана».

## Биография
Родился 22 ноября (5 декабря) 1905 года в Мелитополе, в семье Ури Абрамовича Гузя (из Симферополя) и Елены Рувиновны Кальницкой (из  Перекопа). В 1927 окончил рабфак в Одессе. Работал на Днепровском магниевом заводе, с 1935 года — главный инженер завода. Участник советско-финской войны (1939—1940). В начале Великой Отечественной войны, продолжая деятельность в должности главного инженера, руководил передислокацией Днепровского магниевого завода в Соликамск.
Разработал (совместно с А. Ф. Павловым, Н. Н. Кичиным, В. П. Сипайловым и В. В. Щенковым) технологию промышленного производства титана. Участвовал в создании советской титановой промышленности. С 1942 года — директор Полевского криолитового завода (Полевское). В 1954—1960 годах — главный инженер Запорожского титано-магниевого комбината. В 1961—1968 годах — главный металлург Института титана (Запорожье). В эти годы принимал участие в строительстве и запуске (в том числе как председатель Государственной приёмной комиссии) Березниковского и Усть-Каменогорского титано-магниевых комбинатов.
Автор учебников по технологии производства титана.

## Награды и премии
- три ордена Трудового Красного Знамени
- орден «Знак Почёта»
- орден Красной Звезды
- Сталинская премия третьей степени (1948) — за разработку и внедрение в промышленность нового способа получения химических продуктов (титана)
- медали

## Публикации
- Богачов Г. Н., Гузь С. Ю. Производство криолита фтористого алюминия и фтористого натрия / Под ред. А. И. Лайнера. — М.; Л.: Металлургиздат, 1940. — 168 с. — (Утв. ГУУЗ НКЦМ СССР в качестве учебника для курсов мастеров соц. труда). — 1200 экз.
- Гузь С. Ю., Барановская Р. Г. Производство криолита, фтористого алюминия и фтористого натрия. — М.: Металлургия, 1964. — 238 с. — 1920 экз.